# Kent Pettersson
Kent Pettersson – szwedzki żużlowiec.
Czterokrotny finalista młodzieżowych indywidualnych mistrzostw Szwecji (najlepszy wynik: Avesta 1973 – brązowy medal). 
W lidze szwedzkiej reprezentował barwy klubów: Stjarnorna Hallstavik (1972–1974, 1977), Smederna Eskilstuna (1976) oraz Rospiggarna Hallstavik (1978–1982).